# Cervantesia tomentosa
Cervantesia tomentosa är en sandelträdsväxtart som beskrevs av Ruiz & Pav.. Cervantesia tomentosa ingår i släktet Cervantesia och familjen sandelträdsväxter. Inga underarter finns listade i Catalogue of Life.